# Enterprise 64
Enterprise Enterprise 64 (Enterprise 64 / 128) је кућни рачунар, производ фирме Enterprise који је почео да се израђује у Уједињеном Краљевству током 1985. године.
Користио је Zilog Z80A као централни микропроцесор а RAM меморија рачунара Enterprise 64 је имала капацитет од 64 KB (50 KB слободно). 
Као оперативни систем кориштен је IS-DOS, EXDOS.

## Детаљни подаци
Детаљнији подаци о рачунару Enterprise 64 су дати у табели испод.
|                       |                                                                                        |
| [ 1 ]                 |                                                                                        |
| Произвођач            |                                                                                        |
| Тип                   | кућни рачунар                                                                          |
| Меморија              | Enterprise 64: 64 (50 слободно)                                                        |
| Поријекло             | Уједињено Краљевство                                                                   |
| Година                | 1985                                                                                   |
| Тастатура             | потпуна тастатура са функцијским тастерима и уграђена палица за игру                   |
| Процесор              |                                                                                        |
| Фреквенција процесора | 4                                                                                      |
| RAM                   | Enterprise 64: 64 (50 слободно)                                                        |
| ROM                   | 32                                                                                     |
| Текст                 | 40 x 24 / 80 x 32-28 / 84 x 64                                                         |
| Графика               | 8 графичких модова, највише : 672 x 512 (2 col), највише кориштен : 256 x 160 (16 col) |
| Боја                  | 256 (истовремено у моду 180 x 80)                                                      |
| Звук                  | 3 канала + 1 канал шума, 8 октава                                                      |
| Димензије             | 40 x 27 x 2,5                                                                          |
| Портови               |                                                                                        |
| Оперативни систем     |                                                                                        |